# Caterina di Clèves (1548-1633)

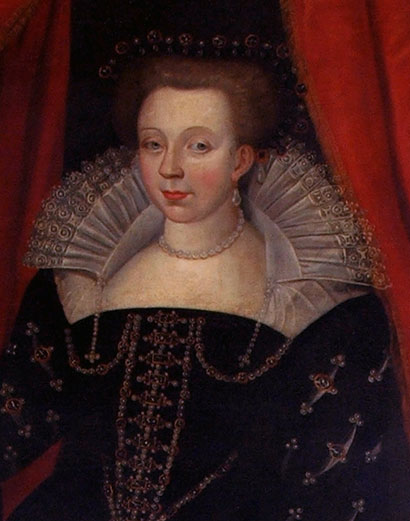
Caterina di Clèves

Stemma dei Clèves-Nevers.

Caterina di Clèves (1548 – Parigi, 11 maggio 1633) è stata una nobile francese, duchessa di Guisa e personaggio molto in vista alla corte di Francia dagli anni 1570 agli anni 1620, dove fu dama di compagnia di quattro regine.

## Biografia
Era figlia del duca Francesco I di Nevers e di Margherita di Vendôme.
Fu data in sposa dapprima a Antoine de Croy, principe di Pocien. Il matrimonio venne celebrato il 4 ottobre 1560 ma non diede figli vivi. Antoine morì sette anni dopo il 5 maggio 1567.
Tre anni dopo venne previsto per lei un secondo matrimonio ma più prestigioso: sposò infatti il duca Enrico di Guisa, appartenente alla dinastia dei duchi di Lorena, strettamente imparentata con i Valois e prossimi pretendenti al trono dopo i figli di Enrico II di Francia e Caterina de' Medici.

## Discendenza
Dal matrimonio nacquero quattordici figli:
- Carlo I (Chateau Joinville, 20 agosto 1571-Siena, 30 settembre 1640), erede del padre;
- Enrico (Parigi, 30 giugno 1572-13 agosto 1574);
- Caterina (3 novembre 1573);
- Luigi (22 gennaio 1575-Saintes, 21 giugno 1621), cardinale;
- Carlo (Parigi, 20 gennaio 1576);
- Maria (1º giugno 1577-1582);
- Claudio (5 giugno 1578-Parigi, 24 gennaio 1657);
- Caterina (29 maggio 1579);
- Cristina (21 gennaio 1580);
- Francesco (14 maggio 1581-29 settembre 1582);
- Renata (1585-Reims, 13 giugno 1626), badessa a Reims;
- Giovanna (31 luglio 1586-Jouarre, 8 ottobre 1638), badessa a Jouarre;
- Luisa Margherita (1588-Château d'Eu, 30 aprile 1631), sposa di François de Conti;
- Francesco Alessandro (7 febbraio 1589-Château des Baux, 1º giugno 1614), cavaliere di Malta.

## Ascendenza
|                             |                              |                                  | Genitori                           |  |  | Nonni |  |  | Bisnonni             |  |  | Trisnonni           |  |
|                             |                              |                                  |                                    |  |  |       |  |  | Engilberto di Nevers |  |  | Giovanni I di Kleve |  |
|                             |                              |                                  |                                    |  |  |       |  |  | Engilberto di Nevers |  |  | Giovanni I di Kleve |  |
|                             |                              | Elisabetta di Nevers             |                                    |  |  |       |  |  | Engilberto di Nevers |  |  |                     |  |
| Carlo II di Cleves Nevers   |                              |                                  |                                    |  |  |       |  |  | Engilberto di Nevers |  |  |                     |  |
|                             |                              | Carlotta di Borbone-Vendôme      | Giovanni VIII di Borbone-Vendôme   |  |  |       |  |  |                      |  |  |                     |  |
|                             |                              | Carlotta di Borbone-Vendôme      | Giovanni VIII di Borbone-Vendôme   |  |  |       |  |  |                      |  |  |                     |  |
|                             |                              | Carlotta di Borbone-Vendôme      | Isabelle de Beauvau                |  |  |       |  |  |                      |  |  |                     |  |
| Francesco I di Nevers       |                              | Carlotta di Borbone-Vendôme      |                                    |  |  |       |  |  |                      |  |  |                     |  |
|                             |                              | Giovanni d'Albret-Orval          | Arnaud Amanieu d'Albret-Orval      |  |  |       |  |  |                      |  |  |                     |  |
|                             |                              | Giovanni d'Albret-Orval          | Arnaud Amanieu d'Albret-Orval      |  |  |       |  |  |                      |  |  |                     |  |
|                             |                              | Giovanni d'Albret-Orval          | Isabelle de La Tour d'Auvergne     |  |  |       |  |  |                      |  |  |                     |  |
| Maria di Albret             |                              | Giovanni d'Albret-Orval          |                                    |  |  |       |  |  |                      |  |  |                     |  |
|                             |                              | Carlotta di Nevers               | Giovanni II di Nevers              |  |  |       |  |  |                      |  |  |                     |  |
|                             |                              | Carlotta di Nevers               | Giovanni II di Nevers              |  |  |       |  |  |                      |  |  |                     |  |
|                             |                              | Carlotta di Nevers               | Paolina di Brosse                  |  |  |       |  |  |                      |  |  |                     |  |
| Caterina di Clèves          |                              | Carlotta di Nevers               |                                    |  |  |       |  |  |                      |  |  |                     |  |
|                             | Francesco di Borbone-Vendôme | Giovanni VIII di Borbone-Vendôme |                                    |  |  |       |  |  |                      |  |  |                     |  |
|                             | Francesco di Borbone-Vendôme | Giovanni VIII di Borbone-Vendôme |                                    |  |  |       |  |  |                      |  |  |                     |  |
|                             | Francesco di Borbone-Vendôme | Isabelle de Beauvau              |                                    |  |  |       |  |  |                      |  |  |                     |  |
| Carlo IV di Borbone-Vendôme | Francesco di Borbone-Vendôme |                                  |                                    |  |  |       |  |  |                      |  |  |                     |  |
|                             |                              | Maria di Lussemburgo-Saint-Pol   | Pietro II di Lussemburgo-Saint-Pol |  |  |       |  |  |                      |  |  |                     |  |
|                             |                              | Maria di Lussemburgo-Saint-Pol   | Pietro II di Lussemburgo-Saint-Pol |  |  |       |  |  |                      |  |  |                     |  |
|                             |                              | Maria di Lussemburgo-Saint-Pol   | Margherita di Savoia               |  |  |       |  |  |                      |  |  |                     |  |
| Margherita di Vendôme       |                              | Maria di Lussemburgo-Saint-Pol   |                                    |  |  |       |  |  |                      |  |  |                     |  |
|                             |                              | Renato d'Alençon                 | Giovanni II d'Alençon              |  |  |       |  |  |                      |  |  |                     |  |
|                             |                              | Renato d'Alençon                 | Giovanni II d'Alençon              |  |  |       |  |  |                      |  |  |                     |  |
|                             |                              | Renato d'Alençon                 | Maria d'Armagnac                   |  |  |       |  |  |                      |  |  |                     |  |
| Francesca d'Alençon         |                              | Renato d'Alençon                 |                                    |  |  |       |  |  |                      |  |  |                     |  |
|                             |                              | Margherita di Lorena             | Federico II di Vaudémont           |  |  |       |  |  |                      |  |  |                     |  |
|                             |                              | Margherita di Lorena             | Federico II di Vaudémont           |  |  |       |  |  |                      |  |  |                     |  |
|                             |                              | Margherita di Lorena             | Iolanda d'Angiò                    |  |  |       |  |  |                      |  |  |                     |  |
|                             |                              | Margherita di Lorena             |                                    |  |  |       |  |  |                      |  |  |                     |  |